# Lena Fridén
Lena Maria Fridén (* 1. Februar 1962 in Göteborg) ist eine ehemalige schwedische Squashspielerin.

## Karriere
Lena Fridén war insbesondere in den 1980er-Jahren als Squashspielerin aktiv. Mit der schwedischen Nationalmannschaft nahm sie 1983, 1985 und 1987 an der Weltmeisterschaft teil. 1987 stand sie auch im Hauptfeld der Weltmeisterschaft im Einzel, kam allerdings nicht über die Auftaktrunde hinaus. Fridén gewann 1983, 1984 und 1986 die schwedischen Landesmeisterschaften.
Sie ist gelernte Laborassistentin.

## Erfolge
- Schwedische Meisterin: 3 Titel (1983, 1984, 1986)